# Eddy Gnahoré
Vhakka Eddy Stelh Gnahoré (Villeneuve-la-Garenne, 14 novembre 1993) è un calciatore francese di origini ivoriane, centrocampista della Dinamo Bucarest.

## Biografia
Gnahoré nasce a Villeneuve-la-Garenne, in Francia, da genitori ivoriani.

## Caratteristiche tecniche
Gioca principalmente come centrocampista centrale ma essendo un calciatore duttile tatticamente, può essere schierato anche da mediano o da mezzala, talvolta anche come trequartista. Molto forte fisicamente, possiede una buona tecnica di base, abile nel palleggio è dotato di un ottimo tiro dalla lunga distanza. Inoltre possiede un'ottima progressione palla al piede, si dimostra abile anche nel gioco aereo, nonché nei contrasti di gioco e negli inserimenti senza palla. Per le sue caratteristiche di gioco, viene paragonato ai suoi connazionali Patrick Vieira e Paul Pogba. Ha dichiarato di ispirarsi a Yaya Touré.

## Carriera

### Club

#### Gli inizi al Birmingham e il passaggio alla Carrarese
Cresciuto calcisticamente nelle giovanili dello Châteauroux, nell'estate del 2009 si trasferisce per un anno nell'academy del Manchester City. Nell'estate del 2010 si trasferisce al Birmingham City dove gioca per due anni nel settore giovanile. Il 28 gennaio 2012 fa il suo esordio in prima squadra con la maglia dei blues in una partita di valevole per il quarto turno di FA Cup giocata in trasferta e vinta 4-0 contro lo Sheffield United, sostituendo al 80ºesimo Christopher Burke. Nel febbraio seguente, durante un allenamento riporta la rottura completa del legamento crociato anteriore del ginocchio destro, costringendolo ad uno stop forzato di almeno nove mesi. Nel gennaio 2013 torna a disposizione nella partita valevole per il terzo turno di FA Cup contro il Leeds, tuttavia senza mai scendere in campo. Nell'agosto successivo dopo un provino fatto con il Mansfield Town squadra di FL2, ovvero la (quarta divisione inglese). Nell'ultimo giorno di calciomercato, decide consensualmente di rescindere il proprio contratto con il Birmingham restando così svincolato. Dopo i vari provini negativi, disputati tra il settembre 2013 e il gennaio 2014, giocando per le seguenti squadre: Troyes, St-Étienne e Olympique Marsiglia; trova un contratto da professionista nel luglio 2014 con la società italiana della Carrarese, squadra militante in Lega Pro Prima Divisione. In un anno e mezzo disputa tra tutte le competizioni con la società toscana, 45 presenze segnando 4 reti.

#### Il passaggio al Napoli e vari prestiti: Carpi, Crotone e Perugia
Nel gennaio 2016 viene acquistato dal Napoli che lo gira in prestito biennale al Carpi società militante in Serie A. Tuttavia la parentesi emiliana si rileva sin da subito complicata, il 13 febbraio 2016 rimane coinvolto in un terribile incidente stradale, riportando un forte trauma cranico una contusione al bacino e la sospetta frattura dell'anca; costringendolo a restare fuori per almeno 4-5 mesi, concludendo così in anticipo la sua stagione.
Nel luglio successivo viene girato nuovamente in prestito al Crotone società neo-promossa nella massima serie italiana. Il 14 gennaio 2017 ha fatto il suo esordio in Serie A, nella partita interna persa 1-0 contro il Bologna subentrando al 65º a Marcello Trotta. Il 31 gennaio 2017 è passato con la formula del prestito biennale al Perugia, società di Serie B. Ha fatto il suo esordio in cadetteria il 12 febbraio seguente, nella partita vinta per 1-0 in trasferta contro la Ternana. Segna la sua prima rete con la maglia del grifone, il 4 aprile successivo, nel 2-2 interno contro il Pisa.

#### Palermo
Il 18 luglio 2017 viene acquistato per 1.5 milioni di euro dal Palermo firmando un contratto quadriennale, con la possibilità di una futura recompra a favore del Napoli. Il 9 settembre 2017 sigla la sua prima rete in maglia rosanero nel pareggio interno per 3-3 contro l'Empoli.

#### Amiens
Il 26 luglio 2018 passa in prestito ai francesi dell'Amiens, squadra militante in Ligue 1, con la formula del prestito con obbligo di riscatto a condizioni predeterminate. Il 25 agosto successivo, segna la sua prima rete in campionato nella vittoria per 4-1 in casa contro il Reims.

#### Wuhan e ritorno all'Amiens
Il 29 febbraio del 2020 si trasferisce ai cinesi del Wuhan. Segna la sua prima rete con il Wuhan il 15 settembre successivo, nella sconfitta interna per 2-1 contro lo Shanghai Haigang. Il 29 ottobre dello stesso anno, durante la gara interna contro il Qingdao, si procura una lesione ai legamenti del ginocchio, costringendolo a chiudere così la sua stagione in anticipo. Con l'inizio del nuovo anno fa ritorno all'Amiens club d'appartenenza, il 23 ottobre del 2021 fa ritorno in campo dopo esattamente un anno di distanza dall'ultimo incontro disputato, nella partita vinta per 3-0 in casa contro il Valenciennes.

#### Ascoli e Dinamo Bucarest
Il 31 agosto 2022, Gnahoré sottoscrive un biennale con l'Ascoli, in Serie B, dove ritrova il suo ex allenatore Cristian Bucchi. In bianconero, raccoglie complessivamente 15 presenze fra campionato e coppa.
Il 17 gennaio 2024, viene ceduto a titolo definitivo alla Dinamo Bucarest, nella massima serie romena.

### Nazionale
Vanta due presenze, con la nazionale Under-18 francese, disputate entrambe nel gennaio 2011.

## Statistiche

### Presenze e reti nei club
Statistiche aggiornate al 17 gennaio 2024.
| Stagione               | Squadra                | Campionato             | Campionato | Campionato | Coppe nazionali | Coppe nazionali | Coppe nazionali | Coppe continentali | Coppe continentali | Coppe continentali | Altre coppe | Altre coppe | Altre coppe | Totale | Totale | Totale |
| Stagione               | Squadra                | Comp                   | Pres       | Reti       | Comp            | Pres            | Reti            | Comp               | Pres               | Reti               | Comp        | Pres        | Reti        | Pres   | Reti   |        |
| ---------------------- | ---------------------- | ---------------------- | ---------- | ---------- | --------------- | --------------- | --------------- | ------------------ | ------------------ | ------------------ | ----------- | ----------- | ----------- | ------ | ------ | ------ |
| 2011-2012              | Birmingham City        | FLC                    | 0          | 0          | FACup+CdL       | 1               | 0               | -                  | -                  | -                  | -           | -           | -           | 1      | 0      |        |
| 2012-2013              | Birmingham City        | FLC                    | 0          | 0          | FACup+CdL       | 0               | 0               | -                  | -                  | -                  | -           | -           | -           | 0      | 0      |        |
| Totale Birmingham City | Totale Birmingham City | Totale Birmingham City | 0          | 0          |                 | 1               | 0               |                    | -                  | -                  |             | -           | -           | 1      | 0      |        |
| 2014-2015              | Carrarese              | LP                     | 31         | 1          | CI-LP           | 1               | 0               | -                  | -                  | -                  | -           | -           | -           | 32     | 1      |        |
| 2015-2016              | Carrarese              | LP                     | 12         | 3          | CI-LP           | 2               | 0               | -                  | -                  | -                  | -           | -           | -           | 14     | 3      |        |
| Totale Carrarese       | Totale Carrarese       | Totale Carrarese       | 43         | 4          |                 | 3               | 0               |                    | -                  | -                  |             | -           | -           | 46     | 4      |        |
| gen.-giu. 2016         | Carpi                  | A                      | 0          | 0          | CI              | 0               | 0               | -                  | -                  | -                  | -           | -           | -           | 0      | 0      |        |
| 2016-gen. 2017         | Crotone                | A                      | 1          | 0          | CI              | 0               | 0               | -                  | -                  | -                  | -           | -           | -           | 1      | 0      |        |
| gen.-giu. 2017         | Perugia                | B                      | 13+1       | 1          | CI              | 0               | 0               | -                  | -                  | -                  | -           | -           | -           | 14     | 1      |        |
| 2017-2018              | Palermo                | B                      | 32+3       | 4          | CI              | 1               | 0               | -                  | -                  | -                  | -           | -           | -           | 36     | 4      |        |
| 2018-2019              | Amiens                 | L1                     | 34         | 4          | CF+CdL          | 2+2             | 0               | -                  | -                  | -                  | -           | -           | -           | 38     | 4      |        |
| 2019-feb. 2020         | Amiens                 | L1                     | 17         | 0          | CF+CdL          | 1+2             | 0               | -                  | -                  | -                  | -           | -           | -           | 20     | 0      |        |
| feb.-dic. 2020         | Wuhan Zall             | CSL                    | 11+3       | 1+0        | CC              | 0               | 0               | -                  | -                  | -                  | -           | -           | -           | 14     | 1      |        |
| gen.-giu. 2021         | Amiens                 | L2                     | -          | -          | CF              | 0               | 0               | -                  | -                  | -                  | -           | -           | -           | -      | -      |        |
| 2021-2022              | Amiens                 | L2                     | 8          | 0          | CF              | 4               | 2               | -                  | -                  | -                  | -           | -           | -           | 12     | 2      |        |
| Totale Amiens          | Totale Amiens          | Totale Amiens          | 59         | 4          |                 | 11              | 2               |                    | -                  | -                  |             | -           | -           | 70     | 6      |        |
| 2022-2023              | Ascoli                 | B                      | 0          | 0          | CI              | 0               | 0               | -                  | -                  | -                  | -           | -           | -           | 0      | 0      |        |
| 2023-gen. 2024         | Ascoli                 | B                      | 14         | 0          | CI              | 1               | 0               | -                  | -                  | -                  | -           | -           | -           | 15     | 0      |        |
| Totale Ascoli          | Totale Ascoli          | Totale Ascoli          | 14         | 0          |                 | 1               | 0               |                    | -                  | -                  |             | -           | -           | 15     | 0      |        |
| gen.-giu. 2024         | Dinamo Bucarest        | Liga I                 | 0          | 0          | CR              | 0               | 0               | -                  | -                  | -                  | -           | -           | -           | 0      | 0      |        |
| Totale carriera        | Totale carriera        | Totale carriera        | 180        | 14         |                 | 17              | 2               |                    | -                  | -                  |             | -           | -           | 197    | 16     |        |